# Nu zal ik even glimlachen...
Nu zal ik even glimlachen… is een hoorspel van Andrew Davies. Ary van Nierop vertaalde het en de VARA zond het uit op zaterdag 22 april 1967. De regisseur was Ad Löbler. De uitzending duurde 35 minuten.

## Rolbezetting
- Hans Veerman (Arthur Ford)
- Enny Meunier (mevrouw Ford)
- Joke Reitsma-Hagelen (Rhoda Wilson)

## Inhoud
Mevrouw Ford en haar zoon Arthur zitten in het restaurant van het hotel in de kleine badplaats waar zij al jaren komen om de vakantie door te brengen. Er logeert ook een bijzonder aardig meisje, Rhoda, met wie Arthur kennismaakt. Ze heeft er dikwijls over gedacht van naam te veranderen, maar het is er nooit van gekomen. Mama meent dat Rhoda een oogje op Arthur heeft. Verder blijken er aan het strand bijzonder veel bikini’s te zijn, waarvoor Arthur een gepaste aandacht heeft. Mama is er niet zo dol op. Haar mening is dat het alleen maar de bedoeling is de aandacht van de mannen te trekken, hetgeen inderdaad het geval schijnt te zijn. Arthur gaat een middagje met Rhoda wandelen en stelt zijn moeder, thuisgekomen, voor om Rhoda de laatste dagen van de vakantie bij het diner aan hun tafeltje uit te nodigen. Mama prefereert echter een beetje afstand en adviseert haar zoon maar eens tegen haar te glimlachen. Ze zal het zelf ook doen… Een volgende wandeling van Arthur en Rhoda wordt aanleiding tot een gesprek, waarin een interessante vraag wordt opgeworpen, namelijk deze: zijn woorden als hartstocht en vreugde alleen geschikt voor dichters? Zou je er bijvoorbeeld van uitgesloten zijn als je Rhoda heet? Wat denkt mama van zulke zaken? Ook in dit geval meent mama even te moeten glimlachen…